# Mausohrkolonien in Steigerwald, Frankenhöhe und Windsheimer Bucht
Mausohrkolonien in Steigerwald, Frankenhöhe und Windsheimer Bucht este o arie protejată (arie specială de conservare — SAC, sit de importanță comunitară — SCI) din Germania întinsă pe o suprafață de 0,07 ha, integral pe uscat.

## Localizare
Centrul sitului Mausohrkolonien in Steigerwald, Frankenhöhe und Windsheimer Bucht este situat la coordonatele 49°37′28″N 10°13′39″E / 49.6244°N 10.2275°E.

## Înființare
Situl Mausohrkolonien in Steigerwald, Frankenhöhe und Windsheimer Bucht a fost declarat sit de importanță comunitară în martie 2001 pentru a proteja 1 specie de animale. Situl a fost protejat și ca arie specială de conservare în aprilie 2016.

## Biodiversitate
Situată în ecoregiunea continentală, aria protejată nu include niciun habitat protejat.
La baza desemnării sitului se află o specie protejată de  mamifere: liliac comun (Myotis myotis).